# Берначик, Здзислав
Здзислав Богдан Берначик (пол. Zdzisław Bogdan Biernaczyk; 18 декабря 1923, Хойнице — 13 июня 1988, Вроцлав) — польский генерал времён ПНР, Вроцлавский воеводский комендант гражданской милиции и начальник управления МВД в 1972—1988. Член воеводского комитета ПОРП. Участвовал в политических репрессиях военного положения.

## Офицер милиции
Родом из Хойнице, в возрасте двадцати одного года поступил на службу в милицию. В 1945—1947 служил в комендатурах Хойницкого и Грудзёндзского повятов, занимал низовые должности в следственных подразделениях. Первое офицерское звание подпоручика получил в 1948. Состоял в правящей компартии ПОРП.
С 1947 по 1950 обучался, затем преподавал в Лодзинской школе управления милицией. В 1950 — заместитель директора Слупского центра политической подготовки милиции. В 1951 Берначик прослушал шестимесячные курсы МОБ, затем вернулся на административную должность в Лодзинскую школу. 1 января 1955 назначен заместителем коменданта Офицерской школы милиции в Щитно. Обладал служебной репутацией интеллектуала, квалифицированного юриста, глубокого знатока криминалистики. 1 октября 1955 майор Берначик назначен начальником 3 отдела Катовицкой воеводской комендатуры (отдел специализировался на угрозыске).
1 марта 1958 переведён во Вроцлавскую воеводскую комендатуру и назначен заместителем коменданта полковника Станиславского. Занимал этот пост на протяжении десятилетия. Служба Берначика во Вроцлаве проходила в контексте межгрупповых конфликтов. В комендатуре противоборствовали своего рода кланы: собственно милицейский, к которому принадлежал Берначик, и «клан госбезопасности», к которому принадлежал Станиславский. Эти группировки упорно конкурировали за контроль над должностными позициями, полномочиями и ресурсами. «Переходили из рук в руки» отделы кадров, транспорта, шифрования, учёта и регистрации.
В конце 1960-х во Вроцлавской комендатуре преобладали представители Службы госбезопасности. Отражением этого стал перевод Берначика из Вроцлава в Варшаву — 1 июня 1968 полковник Берначик назначен начальником (с 1972 — директор) кафедры криминалистики главной комендатуры милиции.

## Вроцлавский комендант
17 ноября 1972 полковник Берначик назначен Вроцлавским воеводским комендантом милиции. По должности состоял в Вроцлавском воеводском комитете ПОРП . Возглавлял вроцлавские органы МВД более пятнадцати лет — дольше, чем кто-либо в ПНР. Сообразно статусу Вроцлава как научно-университетского центра комендант Берначик защитил докторскую диссертацию на юрфаке Вроцлавского университета (тема диссертации: «Разбой в криминологическом и криминалистическом аспектах»).
Полковник Берначик был непримиримым противником профдвижения Солидарность. Активно проводил в Нижнесилезском регионе репрессивную политику военного положения. С 13 декабря 1981 состоял в чрезвычайном органе региональной власти — Воеводском комитете обороны, наряду с воеводой Овчареком и комиссаром WRON генералом Штецем. Силами милиции, СБ и ЗОМО были подавлены забастовки на 34 четырёх предприятиях, задержаны около 1200 человек, интернированы 153. При подавлении забастовки во Вроцлавском технологическом университете умер от сердечного приступа инженер Тадеуш Костецкий. Его похороны обернулись многотысячной демонстрацией протеста, против который были брошены ЗОМО.
На заседании воеводского комитета ПОРП 9 января 1982 Берначик отчитался о пресечении забастовок, задержаниях и арестах, применении водомётов и слезоточивого газа. В то же время комендант Берначик и начальник вроцлавской СБ полковник Блажеевский длительное время не могли выявить активное антикоммунистическое подполье в самой комендатуре — группу капитана Харукевича.
В начале 1982 года Берначик называл три главные опасности: подпольный профцентр «Солидарности» Владислава Фрасынюка, католическая архиепархия Генрика Гульбиновича, оппозиционные настроения в низовых парторганизациях. К середине того же года именно во Вроцлаве была основана самая радикальная и энергичная структура антикоммунистического сопротивления — Борющаяся солидарность (SW) Корнеля Моравецкого.
15—16 июня 1982 активисты SW вели во Вроцлаве баррикадные бои с ЗОМО. Подпольная контрразведка SW во главе с Яном Павловским организовала радиоперехват переговоров милиции и СБ, наладила каналы получения информации из комендатуры, в ответ на похищение «неизвестными лицами» Матеуша Моравецкого-младшего был подожжён дом офицера СБ подполковника Новицкого. В день всепольских протестов 31 августа 1982 Вроцлав фактически охватили уличные бои. Комендатура не смогла удержать контроль над ситуацией, в город пришлось вызывать армейские части.

## Смерть в генеральском звании
В 1983 территориальные комендатуры милиции были преобразованы в управления МВД ПНР. Вроцлавское воеводское управление возглавил Здзислав Берначик в звании генерала бригады. Руководил вроцлавскими органами МВД более пятнадцати лет — дольше, чем кто-либо до и после.
Скончался Здзислав Берначик в возрасте 64 лет. Похоронен на Особовицком кладбище во Вроцлаве. Его смерть пришлась на середину 1988 — между весенним и осенним подъёмами новой забастовочной волны, в конечном счёте приведшей к победе «Солидарности».